# Sweet 17th
Sweet 17th – kompilacja nagrań polskiego rapera Popka. Wydawnictwo ukazało się 16 grudnia 2016 roku nakładem wytwórni muzycznej Step Records.
Album dotarł do 18. miejsca polskiej listy przebojów – OLiS. Nagrania były promowane teledyskiem do premierowego utworu „Wjeżdżają Cyganie”.

## Lista utworów
Opracowano na podstawie materiału źródłowego.
| CD 1 1. „Wjeżdżają Cyganie” (oraz Matheo) 2. „Braci się nie traci” (oraz Kali i Rozbójnik Alibaba) 3. „Champion Sound” (gościnnie: Sokół, Hijack Hood) 4. „Już mnie nie zobaczysz” (gościnnie: Sokół) 5. „Efekt uboczny rapu” 6. „Pierwsza liga rapu” (gościnnie: Snoop Dogg, Moe i Six Two) 7. „Kto nie ryzykuje, ten szampana nie pije” (gościnnie: Sokół i Paluch) 8. „Dirty Darianna” (oraz Matheo) 9. „Connect” (gościnnie: The Game) 10. „Dont Come To My Ghetto” (gościnnie: Goldie 1) 11. „Wodospady” (oraz Matheo) 12. „Każdy z nas” (oraz Matheo) 13. „Różni nas wiele” (oraz Matheo) 14. „Jestem królem” (oraz Matheo) 15. „Pakistańskie disco” (gościnnie: Dennis) 16. „Za tych co nie mogą bo w dupie wszywka” (gościnnie Dennis) 17. „Przygody Abdula: Baśka gdzie jesteś” 18. „Wodospady (Rock Version)” (oraz Matheo) |  | CD 2 1. „4×4” 2. „On&Ona” 3. „Dziecko w ciele Szatana” 4. „Na dobre i na złe” 5. „Gdzie jesteś tato” 6. „Wynocha” (oraz Matheo) 7. „Jesteś sam” (oraz Daniel B.A.D.) 8. „Ja chce do Tajlandii” 9. „Samo życie” (oraz Daniel B.A.D.) 10. „Raz na jakiś czas” 11. „Więzienna piosenka o miłości” 12. „Mój jest ten kawałek podłogi” |

## Certyfikat
| Polska (ZPAV) | Tytułem    | Certyfikat         | Sprzedaż |
| ------------- | ---------- | ------------------ | -------- |
| Polska (ZPAV) | Sweet 17th | 2x platynowa płyta | 60 000+  |